# 軟雪糕

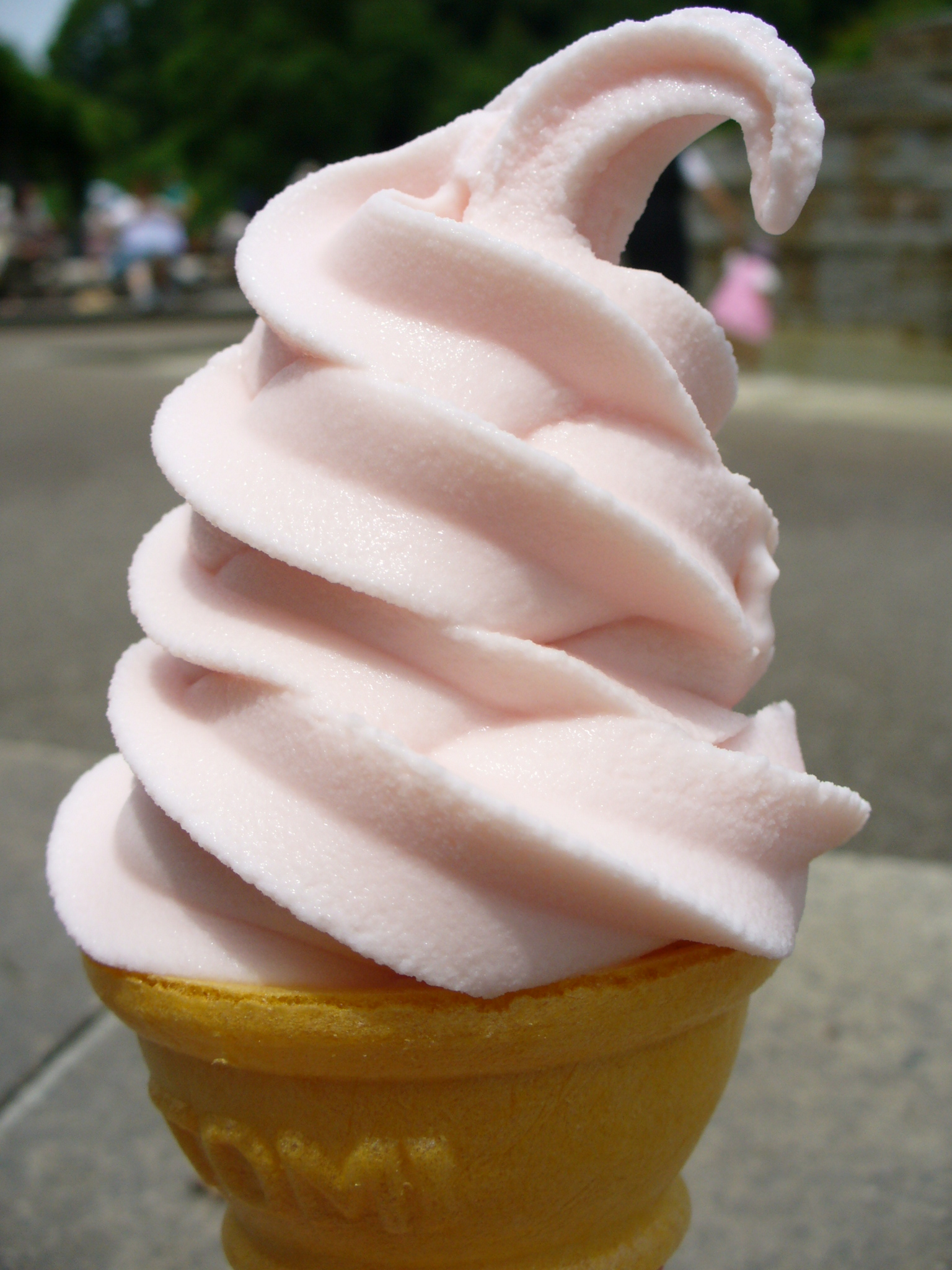
一份軟雪糕

軟雪糕（英語：Soft serve），又稱軟冰淇淋，是一種冷凍甜品，被認為是雪糕的一種，不過做法不同，軟雪糕在製作過程中加入空氣，由於密度較低，所以質地較柔軟。軟雪糕由雪糕漿冷凍而成，需要快速冷凍成半凝固狀態，但需要避免雪糕漿的水份在冷凍過程中變成冰粒，不能把雪糕漿凍結，因此軟雪糕通常使用軟雪糕機在銷售點即時製作。軟雪糕於1930年代在美國開始販賣。

## 製作

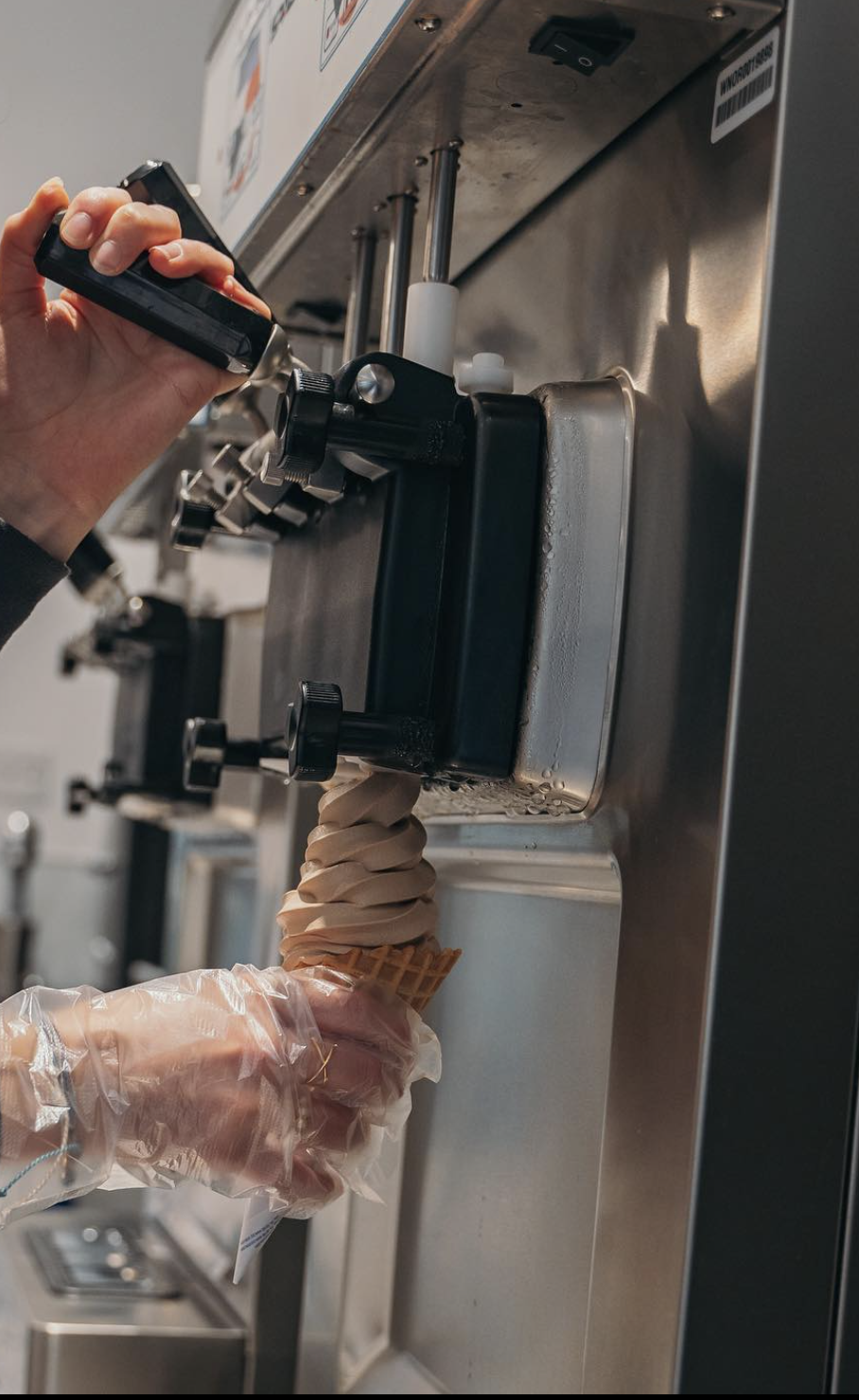
操作軟雪糕機把軟雪糕添加到雪糕筒的情形

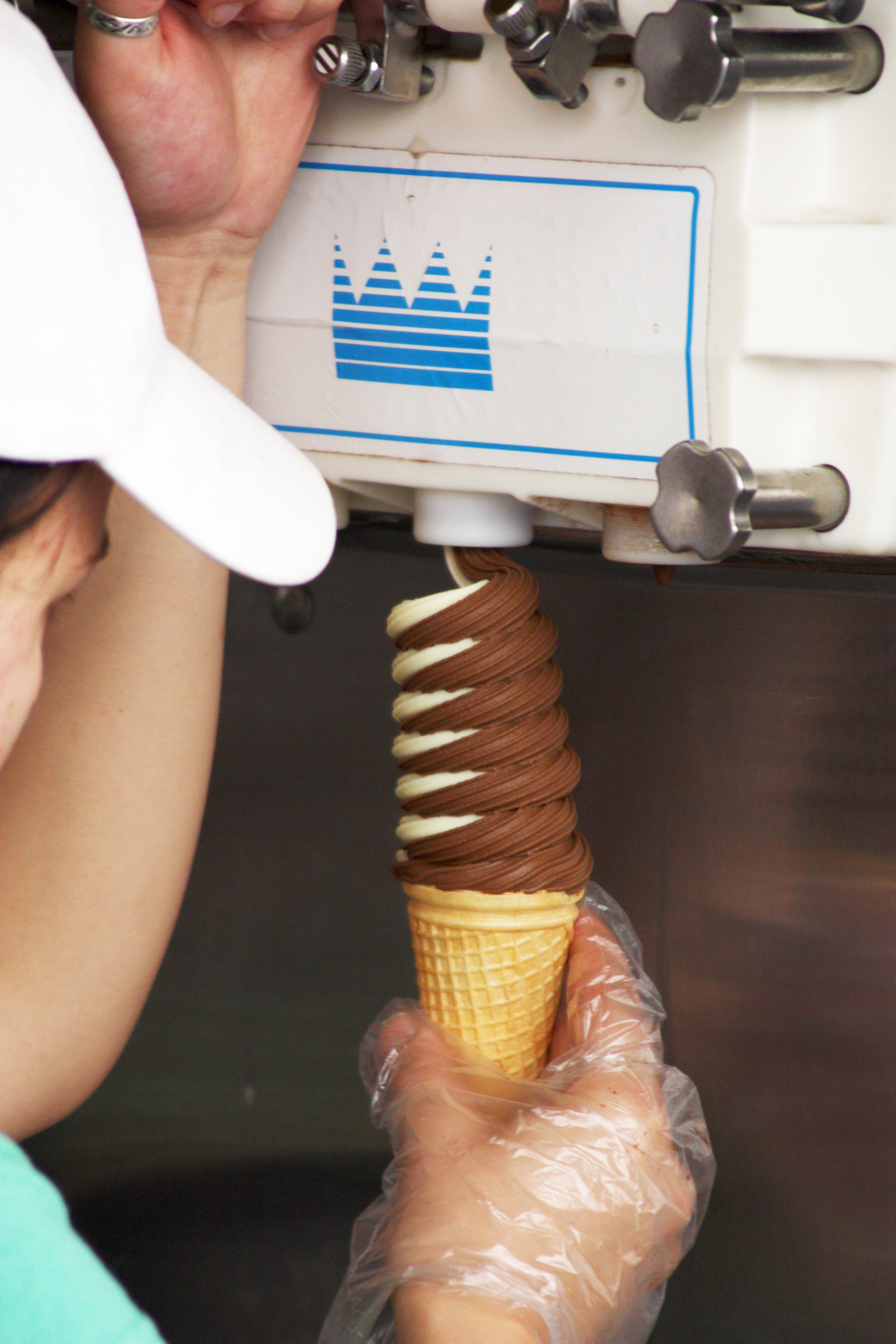
市面售賣的軟雪糕通常是由軟雪糕機擠壓出來，在機器出料口的軟雪糕是條狀的，機器操作者從機器擠出軟雪糕時會把容器繞圈直至裝滿，所以軟雪糕的成品通常是螺旋狀，另有機器可同時擠壓出兩種口味的軟雪糕，並產生兩種顏色交纏的外觀

軟雪糕由雪糕漿注入空氣並降溫而成，雪糕漿由乳製品、調味劑、香精及穩定劑等組成，由於乳製品中的乳脂屬於油脂，不能與水分融合，所以需要加入穩定劑使乳脂和水達到水乳交融的效果，如果缺乏穩定劑，冷凍時雪糕漿的水分會形成結晶及產生冰粒。軟雪糕的空氣含量達到20至50%，吃起來便有輕盈的口感。在軟雪糕機中的雪糕漿經攪拌及預冷後，便會在膨化管中與空氣結合，然後在注入冷凍槽內冷凍，由於油脂成分的冷凝點比水高，所以雪糕漿的水分結冰前，當中的油脂成分會先凝固，而冷凍槽的溫度會控制在兩者的冷凝點之間，避免雪糕漿中的水分被凍結，同時冷凍槽內有攪拌刮刀旋轉，使冷卻溫度更均勻，並保持雪糕漿處於半凝固狀態。當需要取用時，可從機器的出料口擠出冷凍至半凝固的雪糕漿。

## 歷史

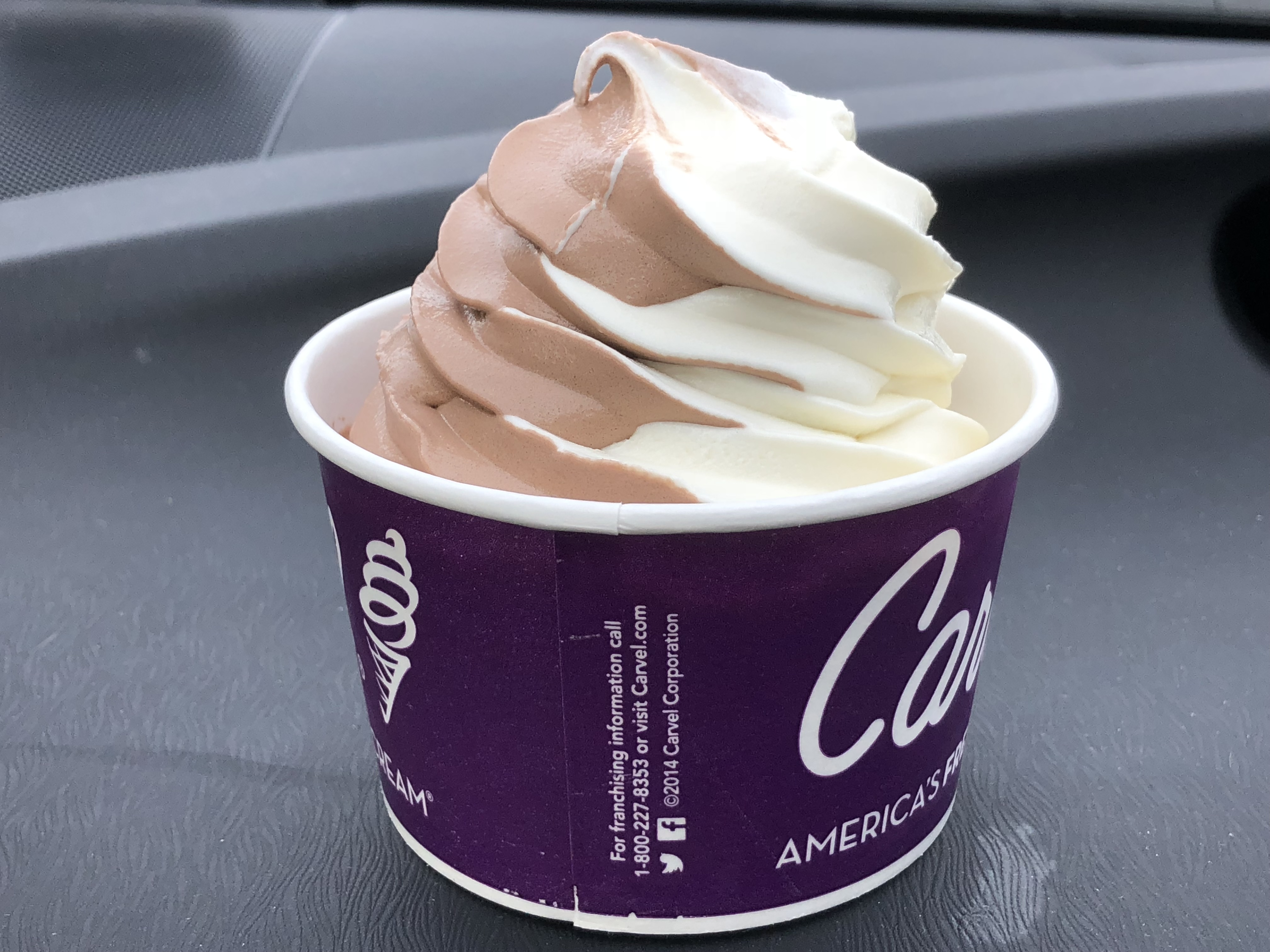
杯裝的雲呢嗱與朱古力味扭紋軟雪糕

美國紐約州法羅市的查爾斯·泰勒（英語：Charles Taylor）於1926年取得自動軟雪糕機的專利，之後有不同人聲稱自己最早售賣軟雪糕。1934年陣亡將士紀念日的週末，雪糕品牌Carvel和特許經營權的創始人卡維爾（Tom Carvel）駕駛著一輛載有雪糕的汽車前往渡假區賣雪糕，但他的汽車於途中在紐約哈茨代爾發生爆胎，為了不浪費車上的雪糕，於是將汽車停泊在附近的停車場並向路過的人出售半融化的雪糕，兩天內便賣掉所有雪糕，他發現不論雪糕是雪硬的，還是柔軟的，都一樣有市場。1936年，卡維爾在一個廢棄卡車場開設工場，開發了軟雪糕配方及取得超低溫雪糕機的專利。
冰雪皇后的創辦人John Fremont McCullough和他的兒子Alex McCullough也聲稱自己開發了軟雪糕的配方，他們在1938年8月4日於伊利諾伊州坎卡基的朋友Sherb Noble的商店首次試賣軟雪糕，採用吃到飽的模式在兩小時內賣出1,600份軟雪糕。亦有人認為化學家J. Lyons and Co.和富豪雪糕合作，首次開發出可在軟雪糕機使用的雪糕漿配方。1960年代，軟雪糕機製造商將氣泵和軟雪糕機結合，可做出更輕盈柔滑的軟雪糕。
香港於1957年從日本引進自動軟雪糕機，並開始出現大量賣軟雪糕的無牌攤檔，由於無牌賣軟雪糕容易產生衛生問題，當年9月港英政府宣布將會取締無牌售賣軟雪糕的攤檔，軟雪糕在1960年代已是市政事務署檢驗食品衛生的項目。

## 衛生風險
由於軟雪糕不是完全凍結，冷凍溫度一般維持在攝氏零下5度，不會如一般雪糕通常被冷藏到攝氏零下10度以下，因此軟雪糕的製作過程如發生污染或溫度控制不正確，細菌比一般雪糕更易大量繁殖，所以軟雪糕機的清潔和操作必須嚴格遵從衛生程序。由於軟雪糕受到李斯特菌污染的機會較高，而李斯特菌可以通過胎盤傳給胎兒，孕婦一旦受到受到感染可引致胎兒早產甚至死亡，所以婦產科專科醫生建議孕婦應避免吃軟雪糕。